# خوليو نافارو
خوليو نافارو (بالإنجليزية: Julio Navarro)‏ (و. 1962 – م) هو فيزيائي، وعالم فلك، وعالم فيزياء فلكية من الأرجنتين . ولد في سانتياغو ديل استيرو.

## مناصب وهيئات
أدار جامعة فيكتوريا (كندا).